# Bão Sagar (2018)
Bão xoáy Sagar (2018) là cơn bão nhiệt đới mạnh nhất từng rơi xuống Somalia trong lịch sử ghi lại, và là cơn bão đầu tiên được đặt tên trong mùa bão Bắc Ấn Độ Dương 2018. 

## Lịch sử khí tượng

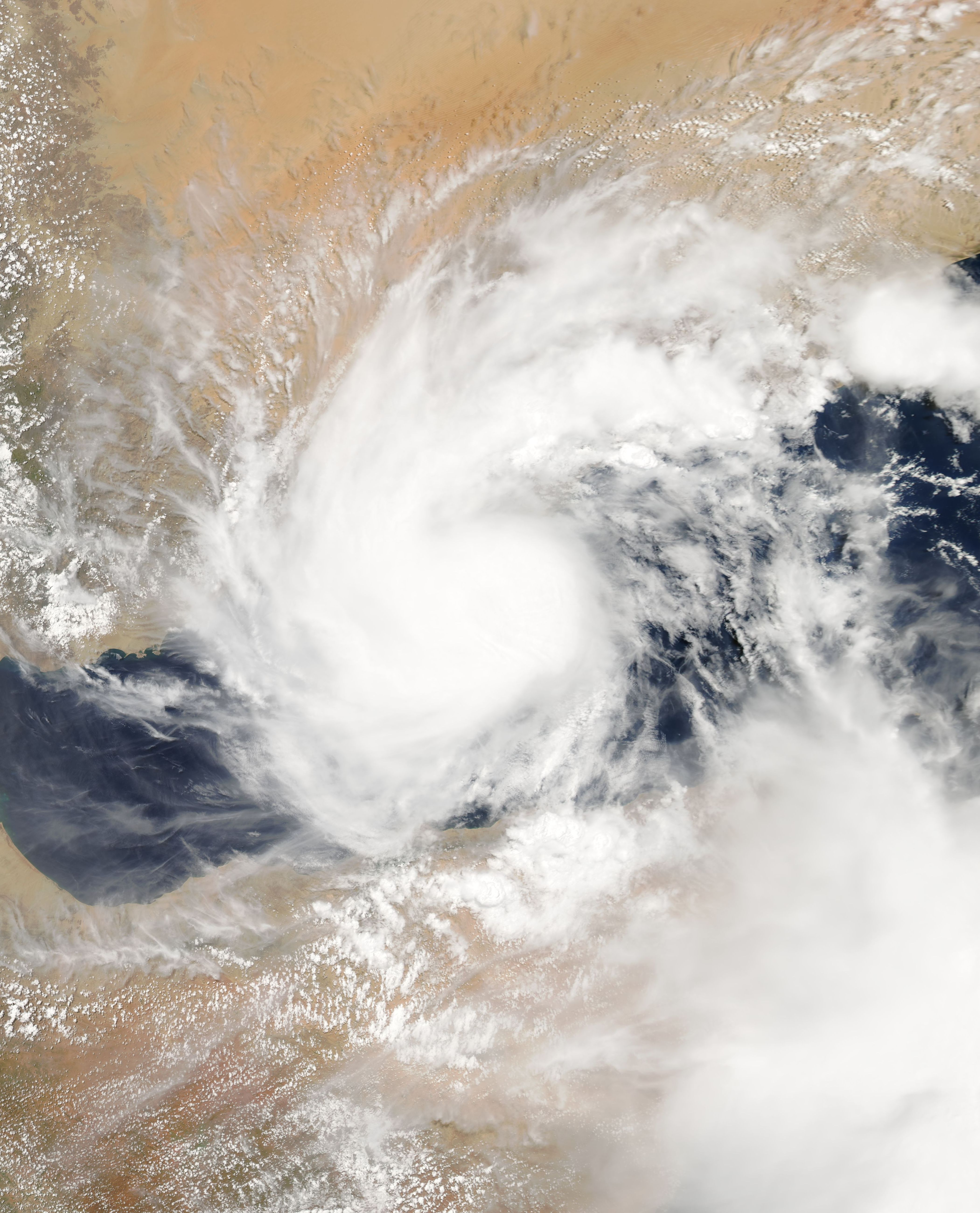
Bão Sagar đang mạnh lên.

Vào giữa tháng Năm, một khu vực đối lưu tồn tại ở gần bờ tây của biển Ả Rập, về phía đông nam của đảo Socotra. Từ đó hình thành nên một vùng áp thấp vào ngày 14 tháng 5 và dần dần trở nên rõ ràng hơn khi nó di chuyển về phía tây bắc qua Socotra. Vào ngày 16 tháng 5, Cục Khí tượng Ấn Độ (IMD) đã phân loại là áp thấp nhiệt đới lúc 12:00 UTC khoảng 200 km (125 dặm) về phía đông bắc của Cape Guardafui, Somalia. Một vài giờ sau đó, Trung tâm Cảnh báo Bão Liên hợp (JTWC) có trụ sở tại Hoa Kỳ đã chỉ định hệ thống thời tiết như cơn bão nhiệt đới 01A, mười một giờ đối lưu hợp nhất thành các băng tần có tổ chức ở phía bắc và phía nam của trung tâm. Cơ quan này ghi nhận tiềm năng tương tác đất để hạn chế tăng cường. Nếu không, điều kiện môi trường thuận lợi để tăng cường hơn nữa khi cơn bão di chuyển về phía tây bắc, được điều khiển bởi một sườn núi về phía đông bắc và dòng chảy của địa lý khu vực. Sau đó, IMD đã nâng cấp áp thấp lên áp thấp sâu vào ngày 17 tháng 5 sau khi hệ thống thời tiết tiến vào vịnh Aden. Vài giờ sau, cơ quan này đã nâng cấp nó sâu lên bão xoáy Sagar. Cơn bão quay về hướng tây và về phía tây nam, song song với bờ biển của Yemen. Với sự đối lưu được hỗ trợ bởi dòng chảy cấp trên ở phía bắc, Sagar tiếp tục tăng cường. Nó phát triển một mắt trên hình ảnh vi sóng. Vào cuối ngày 18 tháng 5, IMD ước tính Sagar đạt được sức gió duy trì kéo dài 3 phút là 85 km/h (50 dặm / giờ), dựa trên cấu trúc có tổ chức trên hình ảnh vệ tinh. Khoảng thời gian đó, JTWC ước tính Sagar đạt đến đỉnh 1 phút duy trì gió 100 km/h (65 dặm một giờ), nằm cách Aden, Yemen khoảng 165 km về phía nam, hoặc khoảng 95 km (60 dặm) về phía bắc Berbera, Somalia. Khi Sagar tiếp cận bờ biển của Vịnh phía tây Aden, sự đối lưu ở phía nam của trung tâm bão đã suy yếu. Vào khoảng 17:30 UTC ngày 19 tháng 5, cơn bão đổ bộ vào gần Lughaya ở tây bắc Somaliland, với gió mạnh nhất là 70 km/h (43 dặm / giờ), và quay về 90 km/h (55 mph). Giông bão nhanh chóng suy yếu khi Sagar tiến vào đất liền. Vào ngày 20 tháng 5, Sagar đã suy yếu thành một vùng áp thấp được đánh dấu ở Ethiopia.
Theo JTWC, Sagar là cơn bão nhiệt đới mạnh nhất từ trước đến nay được ghi nhận đổ bộ vào Somalia, với lượng gió đổ bộ ước tính là 95 km/h (60 dặm/giờ).

## Ảnh hưởng
Đây là cơn bão đầu tiên ảnh hưởng đến Yemen, đánh quét bờ biển với lượng mưa lớn và gió mạnh. Một người phụ nữ đã bị chết khi nhà cô bị đổ sập. Tại Somalia, Sagar giáng xuống lượng mưa lớn khoảng 200 mm (7,9 in). Những cơn mưa gây ra lũ quét chết người làm trôi đi những cây cầu, nhà cửa và hàng ngàn động vật trang trại. Ít nhất có 79 người chết được công bố. Ở vùng lân cận Djibouti, lượng mưa lớn đã giết chết hai người và làm hư hại 1.800 ngôi nhà, buộc 3.000 người phải rời bỏ nhà cửa. Lượng mưa của Sagar kéo dài vào miền đông Ethiopia, làm hư hại các trường học và nhà cửa.